# NS-Frauen-Warte
NS-Frauen-Warte (in italiano Osservatorio nazionalsocialista delle donne) era un bisettimanale tedesco di stampo nazionalsocialista gestito dall'organizzazione femminile NS-Frauenschaft.

## Storia
I primi volumi di NS-Frauen-Warte vennero pubblicati nel 1934. Nel 1939 vennero stampate 1,9 milioni di copie del bisettimanale. Durante la seconda guerra mondiale, NS-Frauen-Warte esortava le donne ad avere figli, e a partecipare attivamente allo sforzo bellico in qualità di lavoratrici, infermiere e membri della NS-Frauenschaft; nel corso della guerra totale, essa incitava le lettrici a compiere sforzi ulteriori. La rivista cessò di esistere nel 1945. I volumi del bisettimanale pubblicati fra il 1941 e il 1945 vennero digitalizzati dall'Università di Heidelberg.

## Caratteristiche
NS-Frauen-Warte era gestito dalla NS-Frauenschaft, e si considerava "l'unica rivista femminile riconosciuta dal partito nazista". Il bisettimanale propagandava ideali nazionalsocialisti, ed elogiava la figura della donna madre e casalinga. Gli articoli di NS-Frauen-Warte trattavano argomenti di interesse generale, sul ruolo delle donne nello stato nazista, sui tentativi di germanizzazione in Polonia, sull'educazione dei giovani, e sull'importanza del gioco nell'infanzia. Secondo NS-Frauenschaft il Regno Unito era responsabile dello scoppio della seconda guerra mondiale, e che il bolscevismo avrebbe distrutto la Germania e l'Europa se l'Unione Sovietica non fosse stata sconfitta. La rivista difendeva l'anti-intellettualismo, metteva in evidenza i successi delle donne naziste, spiegava come il sistema aiutava le donne, descriveva le scuole per le spose del Reich (Bräuteschule), e raccoglieva delle poesie. NS-Frauenschaft si distingueva ideologicamente dall'altra rivista femminile dell'epoca Das Deutsche Mädel, in quanto quest'ultima inneggiava maggiormente la figura della donna forte e sportiva.